# 신케이세이 전철
신케이세이 전철(일본어: 新京成電鉄, しんけいせいでんてつ)은 일본의 철도 회사의 하나이다. 지바현에 철도 노선을 가진다. 게이세이 그룹(일본어: 京成グループ)에 속한다.
본사 소재지는 지바 현 가마가야시이다.

## 역사
- 1946년 10월 23일 - 설립
- 1947년 12월 23일 - 신케이세이 선 영업 개시.

## 철도 노선
- 신케이세이 선 (마쓰도역 ~ 게이세이 쓰다누마 역, 26.5 km)

## 차량

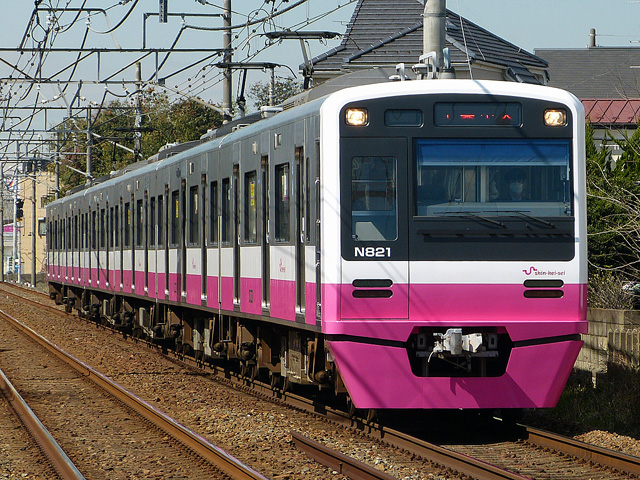
N800형
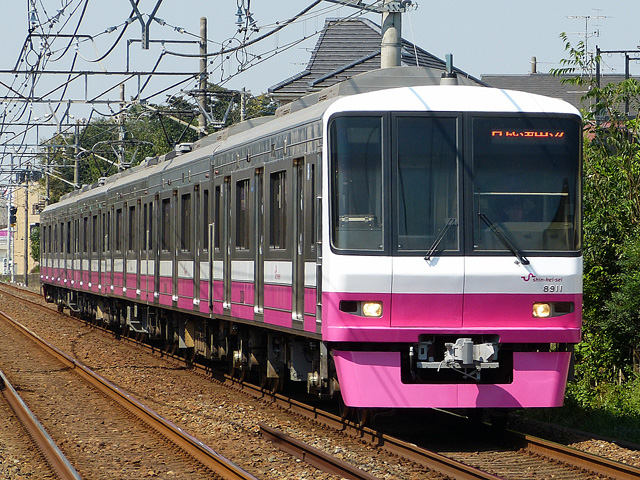
8900형
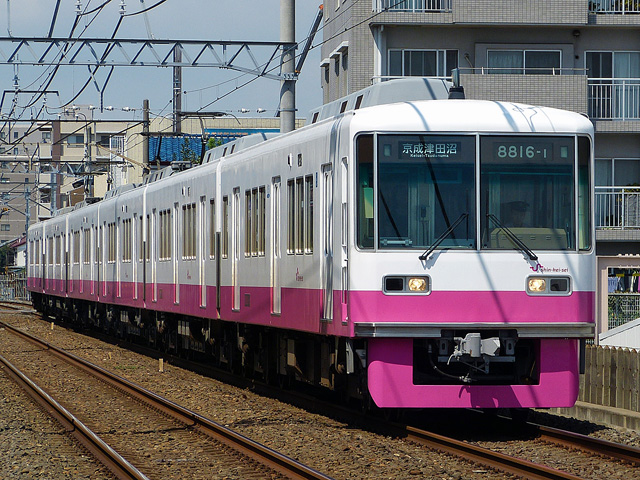
8800형
- 8000형
- 800형

- N800형
- 8900형
- 8800형

## 직결 운행
- 게이세이 전철
  - 지바 선

신케이세이 전철에 속한 전동차만이 직결 운행한다.